# Liberal (Kansas)
Liberal és una població dels Estats Units a l'estat de Kansas. Segons el cens del 2000 tenia 19.666 habitants.

## Demografia
Segons el cens del 2000, Liberal tenia 19.666 habitants, 6.498 habitatges, i 4.756 famílies. La densitat de població era de 686,5 habitants/km².
Dels 6.498 habitatges en un 42,8% hi vivien nens de menys de 18 anys, en un 58% hi vivien parelles casades, en un 10,4% dones solteres, i en un 26,8% no eren unitats familiars. En el 21,3% dels habitatges hi vivien persones soles el 8,1% de les quals corresponia a persones de 65 anys o més que vivien soles. El nombre mitjà de persones vivint en cada habitatge era de 2,96 i el nombre mitjà de persones que vivien en cada família era de 3,46.
Per edats la població es repartia de la següent manera: un 31,7% tenia menys de 18 anys, un 12,1% entre 18 i 24, un 30,5% entre 25 i 44, un 16,7% de 45 a 60 i un 9,1% 65 anys o més.
L'edat mediana era de 29 anys. Per cada 100 dones de 18 o més anys hi havia 103,3 homes.
La renda mediana per habitatge era de 36.482 $ i la renda mediana per família de 41.134 $. Els homes tenien una renda mediana de 29.315 $ mentre que les dones 22.017 $. La renda per capita de la població era de 15.108 $. Entorn del 14,3% de les famílies i el 17,7% de la població estaven per davall del llindar de pobresa.

## Poblacions més properes
El següent diagrama mostra les poblacions més properes.